# Christopher Jäger
Christopher Jäger (23 januari 1985) is een Oostenrijks voetbalscheidsrechter. Hij is in dienst van FIFA en UEFA sinds 2018. Ook leidt hij sinds 2015 wedstrijden in de Bundesliga.
Op 14 maart 2015 leidde Jäger zijn eerste wedstrijd in de Oostenrijkse nationale competitie. Tijdens het duel tussen Rheindorf Altach en SV Ried (2–1) trok de leidsman zesmaal de gele kaart. Zijn eerste interland floot hij op 31 mei 2018, toen Chili met 2–3 verloor van Roemenië. Guillermo Maripán en Lorenzo Reyes scoorden voor Chili en Nicolae Stanciu, Ciprian Deac en Constantin Budescu namens Roemenië. Tijdens deze wedstrijd toonde Jäger aan één Chileen en drie Roemenen een gele kaart. Ook toonde hij de Chileen Nicolás Castillo een rode kaart.

## Interlands
| Datum            | Plaats                 | Wedstrijd                              | Uitslag | Competitie        | Kreeg geel | Kreeg voor de tweede keer geel en dus rood | Weggestuurd |
| ---------------- | ---------------------- | -------------------------------------- | ------- | ----------------- | ---------- | ------------------------------------------ | ----------- |
| 31 mei 2018      | Graz, Oostenrijk       | Chili – Roemenië                       | 2 – 3   | Vriendschappelijk | 4          | 0                                          | 1           |
| 9 juni 2018      | Graz, Oostenrijk       | Bolivia – Servië                       | 1 – 5   | Vriendschappelijk | 2          | 0                                          | 0           |
| 18 augustus 2018 | Grödig, Oostenrijk     | Verenigde Arabische Emiraten – Andorra | 0 – 0   | Vriendschappelijk | 0          | 0                                          | 0           |
| 4 juni 2021      | Klagenfurt, Oostenrijk | Malta – Kosovo                         | 1 – 2   | Vriendschappelijk | 3          | 0                                          | 0           |
| 20 november 2022 | Ljubljana, Slovenië    | Slovenië – Montenegro                  | 1 – 0   | Vriendschappelijk | 6          | 0                                          | 0           |

Laatst bijgewerkt op 21 november 2022.